# Ophiostoma ulmi
Ophiostoma ulmi é uma espécie de fungo da família Ophiostomataceae. É um dos agentes causadores da grafiose. Foi descrito pela primeira vez com o nome Graphium ulmi, e posteriormente transferido para o género Ophiostoma.